# أولدينبورغ (إنديانا)
أولدينبورغ (بالإنجليزية: Oldenburg, Indiana) هي بلدة أمريكية تقع في الولايات المتحدة في Franklin County. يقدر عدد سكانها بـ 674 نسمة ومساحتها 1.11 كم2 وترتفع عن سطح البحر 271 متر.

## التركيبة السكانية
قام مكتب تعداد الولايات المتحدة بتحديد بيانات التركيبة السكانية لأولدينبورغ في تعداد الولايات المتحدة. في ما يلي، التركيبة السكانية حسب تعدادي 2000 و2010.

### تعداد عام 2000
بلغ عدد سكان أولدينبورغ 647 نسمة بحسب تعداد عام 2000، وبلغ عدد الأسر 215 أسرة وعدد العائلات 135 عائلة مقيمة في البلدة. في حين سجلت الكثافة السكانية 1,554.2 نسمة لكل ميل مربع (600.1/كم2). وبلغ عدد الوحدات السكنية 228 وحدة بمتوسط كثافة قدره 547.7 نسمة لكل ميل مربع (211.5/كم2).
وتوزع التركيب العرقي للبلدة بنسبة 98.92% من البيض و 0.46% من الأمريكيين ذوي الأصول الآسيوية و 0.62% من عرقين مختلطين أو أكثر.
بلغ عدد الأسر 215 أسرة كانت نسبة 27.4% منها لديها أطفال تحت سن الثامنة عشر تعيش معهم، وبلغت نسبة الأزواج القاطنين مع بعضهم البعض 54.4% من أصل المجموع الكلي للأسر، ونسبة 7.0% من الأسر كان لديها معيلات من الإناث دون وجود شريك، وكانت نسبة 37.2% من غير العائلات. تألفت نسبة 34.4% من أصل جميع الأسر من أفراد ونسبة 19.5% كانوا يعيش معهم شخص وحيد يبلغ من العمر 65 عاماً فما فوق. وبلغ متوسط حجم الأسرة المعيشية 3.01، أما متوسط حجم العائلات فبلغ 2.31.
بلغ العمر الوسطي للسكان 49 عاماً. وكانت نسبة 17.3% من القاطنين تحت سن الثامنة عشر، وكانت نسبة 5.1% بين الثامنة عشر والأربعة وعشرون عاماً، ونسبة 21.2% كانت واقعةً في الفئة العمرية ما بين الخامسة والعشرون حتى والأربعة وأربعون عاماً، ونسبة 21.8% كانت ما بين الخامسة والأربعون حتى الرابعة والستون، ونسبة 34.6% كانت ضمن فئة الخامسة والستون عاماً فما فوق. يوجد لكل 100 أنثى 63.0 ذكر، ويوجد لكل 100 أنثى في الثامنة عشر من عمرها فما فوق 55.5 ذكر.
بلغ متوسط دخل الأسرة في البلدة 42,292 دولار، أما متوسط دخل العائلة فبلغ 56,042 دولار. وكان متوسط دخل الذكور 36,635 دولار مقابل 28,571 دولار للإناث. وسجل دخل الفرد الخاص بالبلدة 19,620 دولار. وكانت نسبة 2.3% من العائلات ونسبة 17.7% من السكان تحت خط الفقر، وكان من هؤلاء نسبة 1.8% تحت سن الثامنة عشر ونسبة 41.6% في الخامسة والستين من العمر وما فوق.

### تعداد عام 2010
بلغ عدد سكان أولدينبورغ 674 نسمة بحسب تعداد عام 2010، وبلغ عدد الأسر 235 أسرة وعدد العائلات 156 عائلة مقيمة في البلدة. في حين سجلت الكثافة السكانية 1,567.4 نسمة لكل ميل مربع (605.2/كم2). وبلغ عدد الوحدات السكنية 268 وحدة بمتوسط كثافة قدره 623.3 لكل ميل مربع (240.7/كم2).
وتوزع التركيب العرقي للبلدة بنسبة 98.5% من البيض و 0.1% من الأمريكيين الأفارقة و 0.7% من عرقين مختلطين أو أكثر.
بلغ عدد الأسر 235 أسرة كانت نسبة 30.6% منها لديها أطفال تحت سن الثامنة عشر تعيش معهم، وبلغت نسبة الأزواج القاطنين مع بعضهم البعض 52.3% من أصل المجموع الكلي للأسر، ونسبة 10.6% من الأسر كان لديها معيلات من الإناث دون وجود شريك، بينما كانت نسبة 3.4% من الأسر لديها معيلون من الذكور دون وجود شريكة وكانت نسبة 33.6% من غير العائلات. تألفت نسبة 29.4% من أصل جميع الأسر من أفراد ونسبة 14.9% كانوا يعيش معهم شخص وحيد يبلغ من العمر 65 عاماً فما فوق. وبلغ متوسط حجم الأسرة المعيشية 2.97، أما متوسط حجم العائلات فبلغ 2.39.
بلغ العمر الوسطي للسكان 51 عاماً. وكانت نسبة 20.6% من القاطنين تحت سن الثامنة عشر، وكانت نسبة 5.8% بين الثامنة عشر والأربعة وعشرون عاماً، ونسبة 17.3% كانت واقعةً في الفئة العمرية ما بين الخامسة والعشرون حتى والأربعة وأربعون عاماً، ونسبة 26.7% كانت ما بين الخامسة والأربعون حتى الرابعة والستون، ونسبة 29.5% كانت ضمن فئة الخامسة والستون عاماً فما فوق. وتوزع التركيب الجنسي للسكان بنسبة 39.3% ذكور و60.7% إناث.